# Målet mot Kalle Anka
Målet mot Kalle Anka (engelska: The Trial of Donald Duck) är en amerikansk animerad kortfilm med Kalle Anka från 1948.

## Handling
Det regnar och Kalle Anka flyr in på lyxrestaurangen Chez Pierre när han ska äta lunch. Inne i restaurangen visas han till ett bord av hovmästaren och han vill beställa en kopp kaffe, men han har bara fem cent i fickan, och för den summan får han bara en liten mängd kaffe. Därför väljer Kalle istället att äta sin lunch han tog med sig inne i restaurangen. Hovmästaren väljer att vara lömsk och han tar betalt av Kalle för den mat han tagit med sig. Det slutar med att Kalle får en nota på drygt 35 dollar, som han vägrar betala. På grund av detta väljer hovmästaren att dra Kalle inför domstol. Kalle blir framställd som ett offer av sin advokat, men domaren dömer till restaurangens fördel och bestämmer att Kalle antingen ska betala tio dollar, eller diska i tio dagar, annars går det värre för honom. Kalle väljer att diska, men han gör ett uselt jobb med detta, flera tallrikar går i kras.

## Om filmen
Filmen hade svensk premiär den 17 oktober 1949 på biografen Spegeln i Stockholm.

## Rollista (i urval)
- Clarence Nash – Kalle Anka[5]